# Кратцебург
Кратцебург (нем. Kratzeburg) — община в Германии, в земле Мекленбург-Передняя Померания.
Входит в состав района Мекленбург-Штрелиц. Подчиняется управлению Нойстрелиц-Ланд.  Население составляет 562 человека (на 31 декабря 2010 года). Занимает площадь 54,66 км².